# New York World

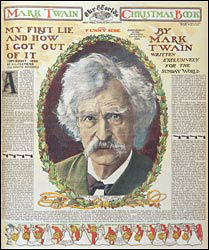
Speciale Kersteditie uit 1899 met een verhaal van Mark Twain

New York World was een Amerikaanse krant die verscheen in New York van 1860 tot 1931. 
Het blad speelde een belangrijke rol in de geschiedenis van de Amerikaanse kranten. Het was een toonaangevende nationale stem van de Democratische Partij. Van 1883-1911 pionierde New York World onder uitgever Joseph Pulitzer in riooljournalistiek om de aandacht van de lezer vast te houden waardoor de oplage opliep tot bijna een miljoen.
De World verscheen voor het eerst in 1860. Vanaf 1862-1876 werd de krant uitgegeven door Manton Marble, die tevens de eigenaar was. Toen Marble in financiële problemen kwam, werd hij gedwongen om de krant te verkopen. In 1864 werd de uitgave drie dagen stilgelegd na de publicatie van vervalste documenten, ogenschijnlijk van Abraham Lincoln.